# 뉴스 클라이언트

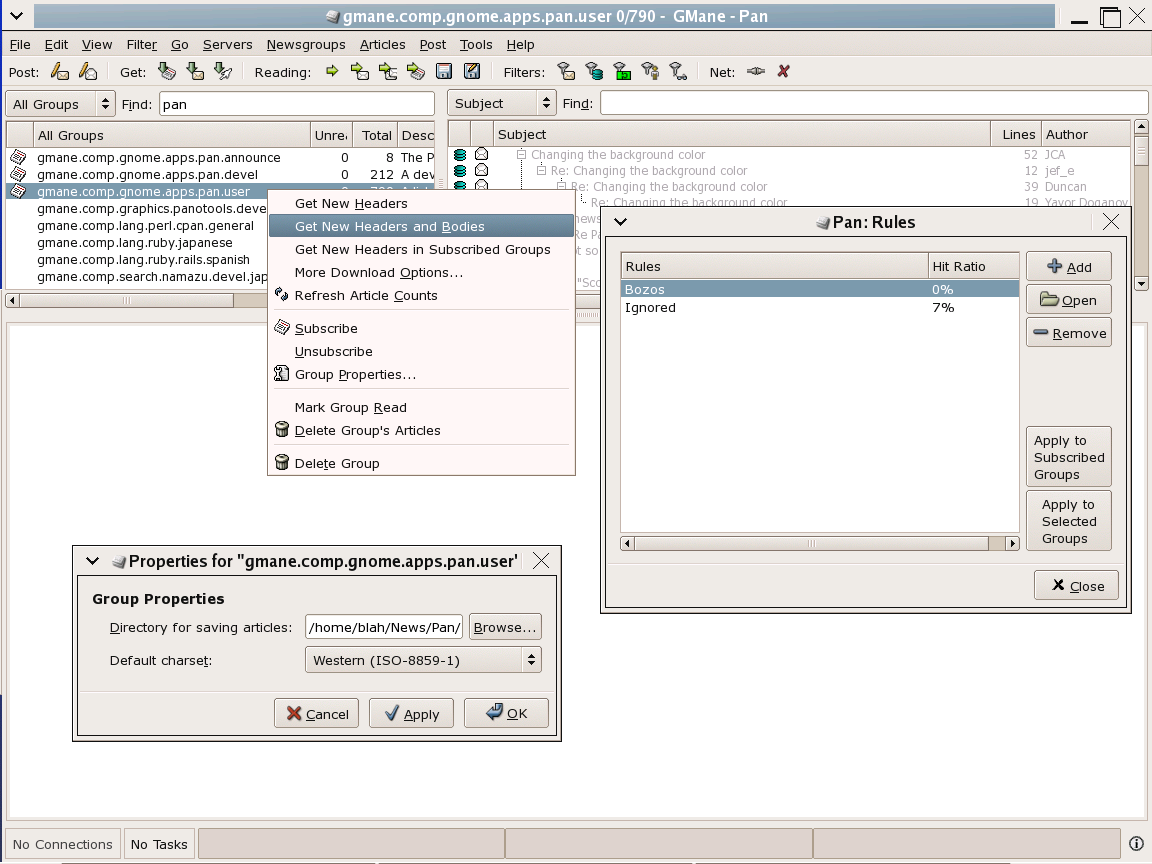
그놈용 팬 뉴스리더

뉴스 클라이언트(News client) 또는 뉴스리더(Newsreader)는 유즈넷의 글을 읽는 응용 소프트웨어이다. 뉴스 서버의 디스크로부터 직접 또는 NNTP를 통해 이용할 수 있다.

## 클라이언트의 종류
1. 전통 뉴스리더
2. 바이너리 그래버/플러커(Binary grabbers/pluckers)
3. NZB 다운로더
4. 바이너리 포스팅 클라이언트(Binary Posting Clients)
5. 콤비네이션 클라이언트(Combination client)